# عروس خاک
عروس خاک یک مجموعه تلویزیونی محصول سال ۱۳۸۳ به کارگردانی، نویسندگی و تهیه‌کنندگی حمیدرضا معدنچی می‌باشد که از شبکه یک پخش شد.

## خلاصه داستان
چاه آب گل یوسف در فصل خشکسالی خشک می‌شود، یوسف در کما فرومی‌رود، اما پروین، همسر یوسف تلاش می‌کند با تهیه آب، باغ را آباد و سیراب کند. اما تهیه آب مشکلاتی دارد تا این‌که …

## بازیگران
- پیمانه طهماسبی
- علیرضا اسحاقی
- فاطمه طاهری
- مهدی فقیه
- مجید رحمتی
- مهدی عاشوری
- زعیر فتحی
- مونا رستگار
- سیامک اشعریون
- داوود مقدادی
- صفرعلی کوهی
- علیرضا حاتم‌آبادی
- پروین سلیمانی
- عارف فؤادی
- جعفر طریقتی
- مجتبی شهرجردی
- فتانه شوقی
- داود نظام‌آبادی
- هادی شعبانی
- ساسان انصاری
- جمال شرهانی
- پرنیان معدنچی (کودک خردسال).

## عوامل تولید
- تهیه‌کننده کارگردان نویسنده و تدوینگر: حمیدرضا معدنچی
- تصویربردار و نورپرداز: محسن زارع
- آهنگساز: پیروز ارجمند
- طراح صحنه و لباس: سیدعابدین حسینی
- صدابردار: محمدرضا ملکپور
- صداگذاری و تیتراژ: سیدعابدین حسینی‌مقدم
- صدابردار موسیقی: محمد میناچی و پروانه اسدی
- اجرای گریم:  نوشین داوودی و محمود میقانی